# Медвежье (Сахалинская область)
Медве́жье — село в Углегорском муниципальном районе Сахалинской области России. Входит в состав Углегорского городского поселения.

## География
Село находится на берегу реки Углегорка, на расстоянии 25 км от города Углегорск, административного центра района.

## История
До 1945 года принадлежало японскому губернаторству Карафуто и называлось Фурэй (яп. 布礼). После передачи Южного Сахалина СССР село 15 октября 1947 года получило современное название — из-за обилия медведей в окрестных лесах (предлагался также вариант Лебедево).

## Население
| 2002 | 2010 | 2013 | 2021 |
| ---- | ---- | ---- | ---- |
| 290  | ↘98  | ↘74  | ↘17  |

### Половой состав
Согласно результатам переписи 2002 года, в селе проживало 290 человек (152 мужчины и 138 женщин).

### Национальный состав
Согласно результатам переписи 2002 года, в национальной структуре населения русские составляли 87 % из 290 чел.